# Ojo con la pared
Ojo con la pared es la versión costarricense del programa estadounidense Hole in the wall. Fue producida por Teletica Formatos y fue trasmitido los viernes a las 8:00 p. m. por Teletica Canal 7. A partir del 27 de julio de 2012 el programa paso de tener una duración de 30 minutos a 60 minutos.

## Historia
Ojo con la pared nació en Japón bajo el nombre de Nokabe. Tras la popularidad del programa fue adaptado en diferentes países como Estados Unidos bajo el nombre de Hole in the Wall, transmitido por la cadena Fox y Cartoon Network. En América ha sido producido por varios países, en México como Aguas con el Muro, en Chile como La Muralla Infernal, en Argentina y España como El Muro Infernal, en Paraguay como El Muro.

## Mecánica
Dos equipos (azul y rojo) de 3 personas cada uno deberán enfrentarse a una pared. La pared tiene un hoyo con una diferente figura, los participantes deberán adaptar la forma para lograr pasarla o sino caerán a una piscina con agua. A partir del 27 de julio de 2012 cada equipo debe tener un líder, quien es una personalidad o personaje famoso.

## Presentadora
- Nancy Dobles: famosa presentadora de televisión dentro de los programas que ha conducido se encuentran: A todo dar, En Vivo, Bailando por un Sueño, El Chinamo, 7 Estrellas y Buen día.

## Niveles
Los equipos deberán enfrentarse a 5 niveles distintos y ganarán un puntaje determinado por la producción.
- Nivel 1: Un jugador de cada equipo deberá atravesar una pared con un solo hoyo.
- Nivel 2: Dos jugadores de cada equipo deberán atravesar una pared con dos hoyos.
- Nivel especial 1: Este nivel cambia con cada programa, los participantes deberán atravesar la pared de diferentes maneras, con utilería, de espaldas, por medio de un espejo o con la ayuda de un espejo.
- Nivel 3:Los tres participantes de cada equipo deberán enfrentar a la pared.
- Nivel especial 2: Este nivel cambia con cada programa, los participantes deberán atravesar la pared de diferentes maneras, con utilería, de espaldas, por medio de un espejo o con la ayuda de un espejo.
- Megapared: al finalizar el programa el equipo con mayor puntaje tendrá una decisión importante. Si deciden enfrentarse a esta pared pero la fallan, le darán el gane al equipo contrario. Si no deciden enfrentarse a esta pared, deberá hacerlo el equipo contrario, si este equipo gana se convertirá en el ganador.

## Invitados Especiales
En ocasiones son invitados personajes de la farándula como capitanes de los equipos entre ellos se encuentran:
- Carlos Álvarez: locutor y presentador.
- Mauricio Hoffman: presentador de Sábado Feliz
- Marilyn Gamboa: presentadora de 7 Estrellas.
- Viviana Calderón:  presentadora de 7 Estrellas.
- Ronny "La Perla" Zelaya del manicomio de la risa.
- Rigoberto Alfaro del manicomio de la risa.
- Alejandro Quirós comendiante del manicomio de la risa.
- Mario Chacón: Comediante del programa La Media Docena.
- Édgar Murillo: Comediante del programa La Media Docena.